# Заяшников, Евгений Николаевич
Евгений Николаевич Заяшников (7 ноября 1945, г. Гродно, Гродненская область, БССР — 10 ноября 2017, Ярославль) — член Совета Федерации, депутат Государственной Думы, генеральный директор ОАО «Славнефть-ЯНОС».

## Биография
Обучался в 4-й Ярославской школе с углубленным изучением английского языка. Отец является ветераном Великой Отечественной войны, был начальником УМВД по Ярославской области.
В 1969 году окончил Ярославский технологический институт. По распределению был направлен на Новоярославский нефтеперерабатывающий завод (НЯНПЗ), где прошёл путь от оператора технологической установки до генерального директора предприятия, главного исполнительного директора ОАО «Славнефть-Ярославнефтеоргсинтез» Нефтегазовой компании «Славнефть».
По данным газеты «Коммерсантъ» (19 декабря 2001 г.),  занял 39 место в рейтинге «1000 лучших менеджеров России».
В 1994 году, находясь на посту генерального директора НЯНПЗ был избран депутатом Ярославской областной Думы .
В 1997-2003 годах возглавлял Некоммерческое Партнерство «Экономический совет Ярославской области». 
В 1996 году избран депутатом  Ярославской областной Думы II созыва.
В 2000 году избран депутатом Ярославской областной Думы III созыва.
В 2001 году избран представителем Ярославской областной думы в Совете Федерации, где работал заместителем председателя комиссии по естественным монополиям.
В 2003 году победил на выборах депутатов Государственной Думы Российской Федерации IV созыва по 189 одномандатному округу (Ярославская область). В Госдуме возглавлял подкомитет по газовому комплексу.
В 2008 году избран депутатом Ярославской областной Думы V созыва. Работал заместителем председателя Думы. С 9 января 2013 года по 29 января 2013 года исполнял обязанности председателя Думы. 
В 2013 году избран депутатом Ярославской областной Думы VI созыва. В Думе входил в состав Комитета по экономической политике, инвестициям, промышленности и предпринимательству и Комитета по бюджету, налогам и финансам, являлся заместителем председателя Думы.
Скончался 10 ноября 2017 года. 
Увлекался гандболом, большим теннисом и рыбалкой.

## Награды
- Орден Почета (1995 год)[1].
- Золотым и бронзовым знаками "За безупречную работу в ОАО НГК «Славнефть»[1].
- Благодарственное письмо Председателя Совета Федерации (2002 год)[1].
- Звание «Заслуженный работник Минтопэнерго РФ» (1995 год)[1].
- Звание "Герой «Славнефти» (2001)[1].
- Золотая медаль Международного общественного фонда «Российский фонд мира»[1].
- Почетная грамота Ярославской областной Думы